# Curfew (filme)
Curfew (no Brasil, Toque de Recolher) é um filme de drama em curta-metragem estadunidense de 2012 dirigido e escrito por Shawn Christensen. Venceu o Oscar de melhor curta-metragem em live action na edição de 2013.

## Elenco
- Shawn Christensen - Richie
- Fatima Ptacek - Sophie
- Kim Allen - Maggie
- Dana Segal - Gaby
- Kirsten Holly Smith - Cathy